# SEF Mediolanum
SEF Mediolanum is een Italiaanse sportvereniging uit Milaan, Lombardije, Mediolanum is de Latijnse benaming voor de stad. De club werd in 1896 opgericht door Alberto Alberti die ook meteen als eerste voorzitter fungeerde.

## Voetbalafdeling
In 1899 kwam er ook een voetbalafdeling met zwart-wit als clubkleuren. Op de borst stond het wapenschild van Milaan afgebeeld. De club nam deel aan het Italiaans voetbalkampioenschap 1901 en verloor in de eerste ronde. Ook het volgende seizoen werd SEF al snel uitgeschakeld. Dit waren de officiële toernooien georganiseerd door de FIGC, er was ook een FGNI voetbalbond en daar was de club succesvoller. De finale van het toernooi werd van SG Ferrara gewonnen en ook het volgende seizoen werd de titel behaald. Daarna nam de club nog aan wedstrijden deel maar kon niets meer maken. In 1904 werd de club opgeheven en de meeste spelers gingen naar US Milanese. De club is wel nog actief in andere sporten.